# مارک آنتوان ژیرار دو سن-امان
مارک آنتوان ژیرار دو سن‌امان (به فرانسوی: Marc-Antoine Girard de Saint-Amant) شاعر قرن شانزدهم میلادی اهل فرانسه است.